# سهران (نهاوند)
سهران (نهاوند)، روستایی کهن از توابع بخش مرکزی شهرستان نهاوند در استان همدان ایران است.

## جغرافیا
روستای سهران در نزدیکی رشته کوه‌های گرین، و منطقه‌ای با آب و هوای کوهستانی است
روستای سهران یا همان سورو واقع شده در نهاوند  . که اصیل ترین طایفه های آنها سرمیلی گرگیر و کارخونه ای است از زبان های این سه طایفه سرمیلی ها به زبان خاص خود سهرانی و گرگیری ها اندک به زبان لکی است . چند طایفه دیگر در این روستا از قوم هایی بودند که در ۹ قرن اخیر به آنجا کوچ کردن . از اصلی ترین آنها می‌توان به کلهر ها اشاره کرد . کلهر ها که در روستا های دیگری هم زندگی میکنند چندیدن طایفه از آنها در سهران میباشند . کلهر ها که از اصیل ترین اقوام از زمان ایلامی ها هستند به چند طایفه چگنی ابوالفتحی و اندک ولی الهی هستند . کلهر ها در این چند قرن اخیر به زبان لری اصیل صحبت می‌کنند از تاریخچه این قوم میتوان به حضور لشکری در سپاه کریم خان و لطفعلی خان زند اشاره کرد. و همواره این قوم مردمانی اصیل لر و وطن دوست هستند

## جمعیت
این روستا در دهستان گاماسیاب (نهاوند) قرار دارد و براساس سرشماری مرکز آمار ایران (۲۶۷خانوار) بوده‌است.

## جنگ‌ها
- در قرن‌ها و دهه‌های اخیر به دلیل جنگ‌های طایفه ای به شدت زیاد چند طایفه از آنجا به (بروجرد و اهواز) کوچ کردند و در آنجا ساکن هستند در حال حاضر طایفه‌هایی مثل کلهری ابوالفتحی، فصیحی، سرمیلی، ترکاشوند، و… که در سهران ساکن بودند جمعیتی از آنها دراهواز، بروجرد هستند
- نمودار جمعیت (تقریبی)
- سهران ۴۰ ٪
- بروجرد ۵۰٪
- اهواز ۶ ٪
- شهرهای دیگر ۴٪